# Charles Rivière
Ne doit pas être confondu avec Charles Ribière.
Pour les articles homonymes, voir Rivière (homonymie).
Charles Rivière est un peintre français né à Orléans le 12 octobre 1848 et mort à Paris 11e le 18 janvier 1920.

## Biographie
À partir de 1903, Charles Rivière, ami de Germain David-Nillet, séjourne à plusieurs reprises au Faouët (Morbihan). Il peint principalement des scènes paysannes, des édifices religieux, les métiers traditionnels, etc. Il expose au Salon des artistes français.

## Postérité
Son nom a été attribué à un collège à Olivet (Loiret),.

## Œuvres dans les collections publiques
- Cholet, musée d'art et d'histoire : Fin de combat. Bretagne. 1794, 1905 ;
- Le Faouët, musée du Faouët :
  - Breton, 1910 ;
  - Le Tambour de ville, 1914 ;
  - Le vieux puits, place Bellanger, 1914, huile sur toile ;
  - Chute de l'avion en flammes ;
  - Personnages dans une étable.

- Nemours, Château-Musée :
  - Pommes et marrons, Salon des artistes français 1899, huile sur toile. Inv. 1901.22.1, don de l'artiste[5]
  - Château de Nemours vu du Loing, 1875, huile sur toile (étude). Inv. 2018.0.326

## Galerie

Œuvres de Charles Rivière
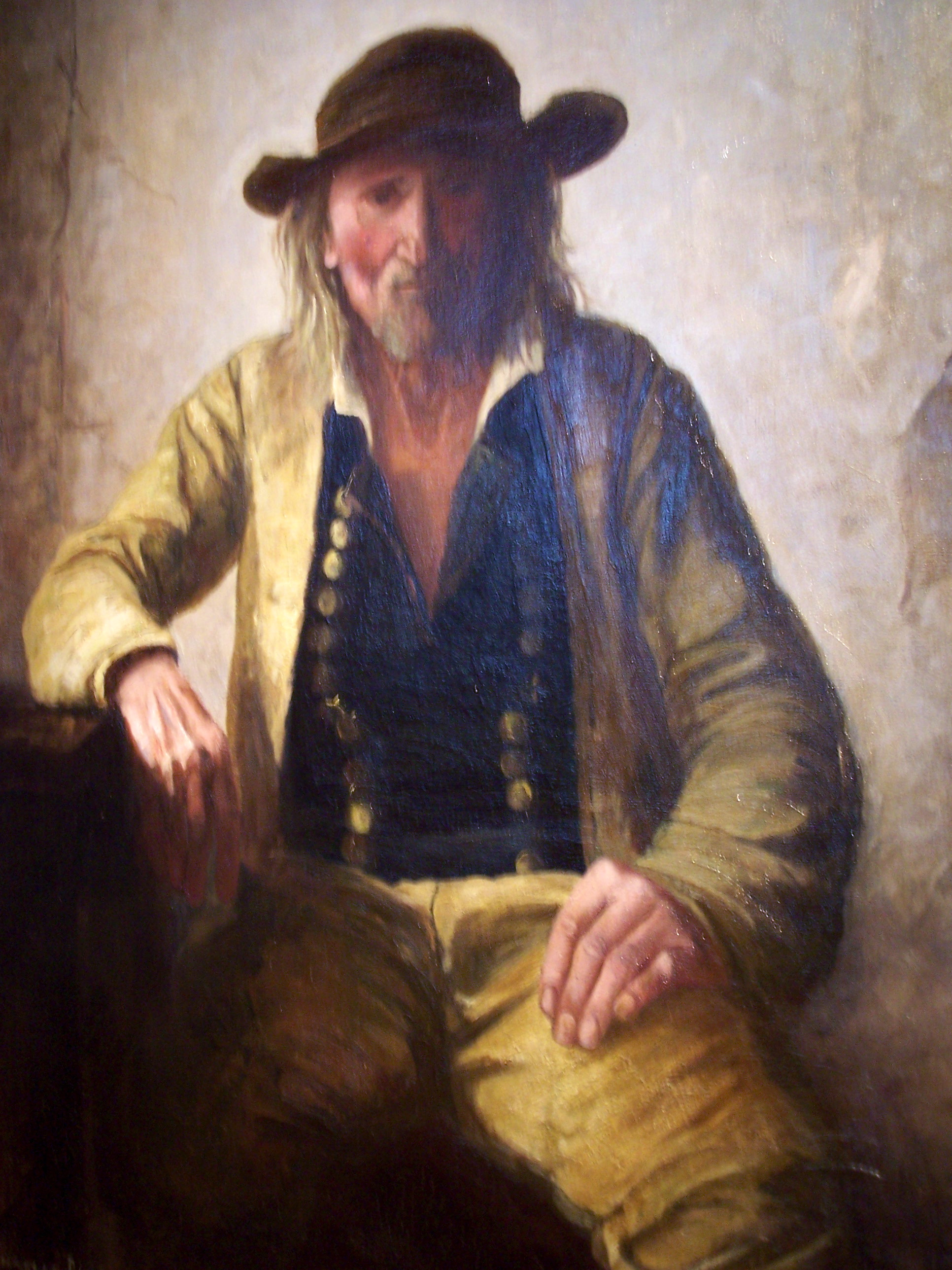
Breton (1910), musée du Faouët.
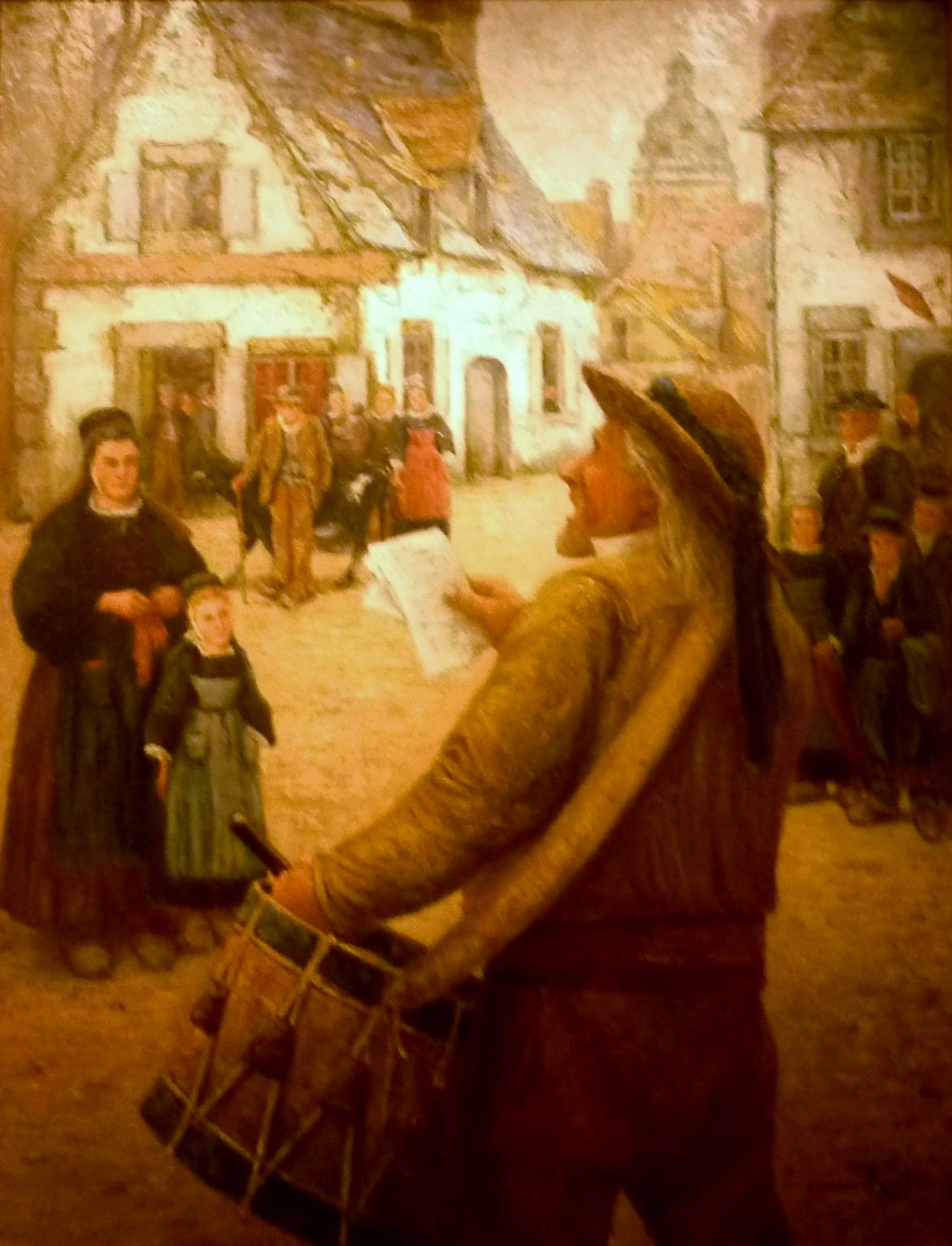
Le Tambour de ville (1914), musée du Faouët.
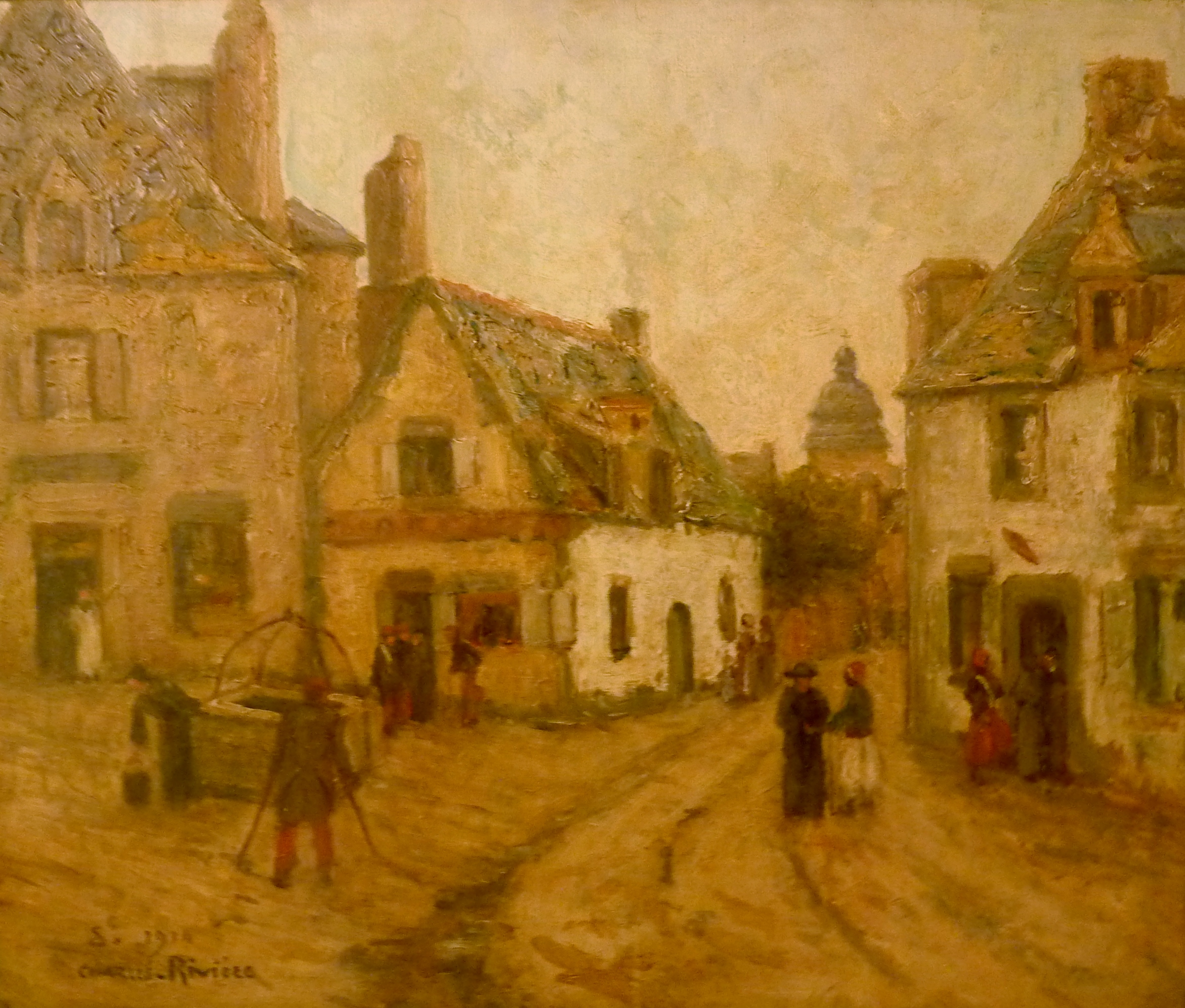
Le vieux puits, place Bellanger (1914), musée du Faouët.
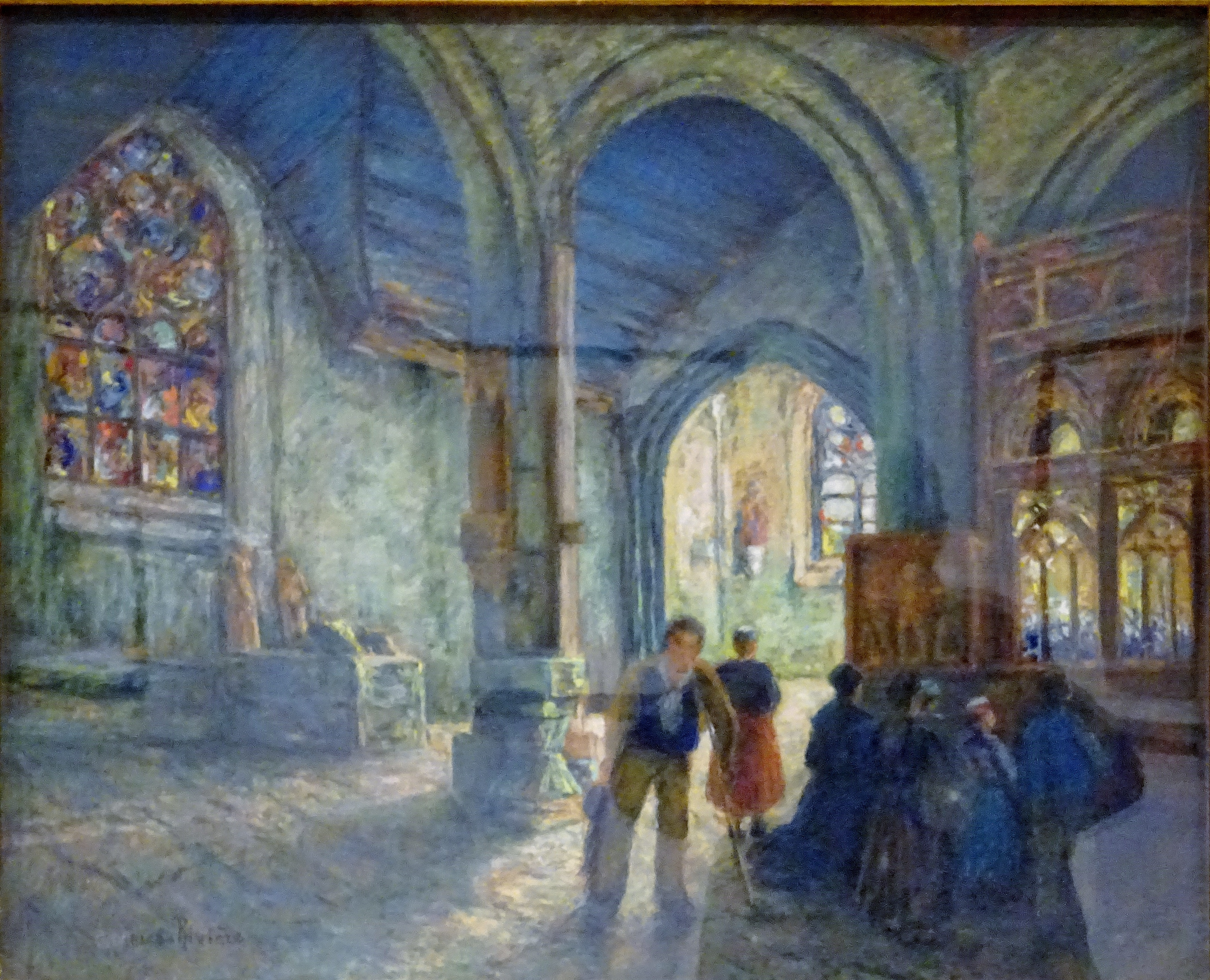
Intérieur de la chapelle Saint-Fiacre, Le Faouët (Musée du Faouët).